# Rho de l'Indi b
Rho de l'Indi b (ρ Indi b) és un planeta que orbita al voltant de Rho de l'Indi. El seu semieix major és de 2,54 UA, situant-se just rere la zona habitable de l'estrella. Al planeta li calen 3,7 anys per a orbitar l'estella. És el doble de massiu que Júpiter.

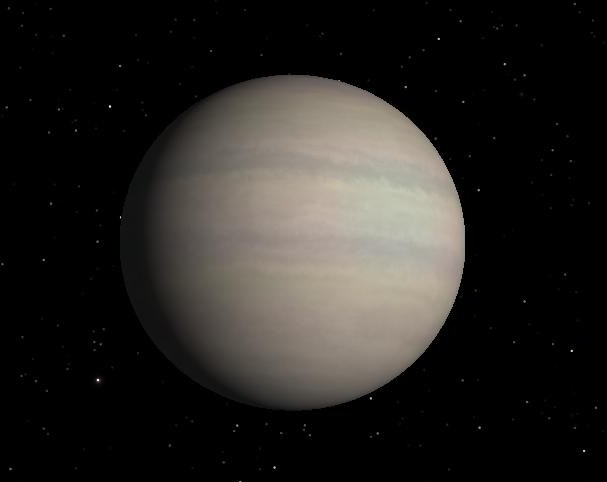
Rho Indi b con Celestia